# Грабовой, Александр Никитович
Грабовой Александр Никитович (род. 12 февраля 1934, Днепропетровская область) — советский горняк. Лауреат Государственной премии СССР (1981).

## Биография
Родился 12 февраля 1934 года на территории Днепропетровской области.
Образование неоконченное среднее. В 1951—1990 годах — проходчик, бригадир шахты имени Орджоникидзе рудоуправления имени В. И. Ленина.
Один из самых известных горняков Кривбасса. Новатор производства, победитель соревнований, ударник пятилеток, инициатор трудовых починов, наставник молодёжи.

## Награды
- Государственная премия СССР (1981) — за высокую эффективность работы на основе улучшения использования оборудования;
- Почётный горняк СССР (1984);
- Орден Трудового Красного Знамени
- Орден «Знак Почёта»;
- Знак «Шахтёрская слава» 1—3 степени.

## Память
Имя в Книге трудовой славы Днепропетровской области.